# Puffing Billy, Wylam Dilly und Lady Mary
Puffing Billy und Wylam Dilly waren die ersten erfolgreichen Dampflokomotiven mit Adhäsionsantrieb und sind die ältesten erhaltenen Lokomotiven überhaupt. Sie waren von 1814/15 bis in die 1860er Jahre auf einer Grubenbahn in Nordengland im Einsatz. Eine dritte Lokomotive dieses Typs, genannt Lady Mary, wurde schon früher ausgemustert und ist nicht erhalten geblieben.

## Geschichte

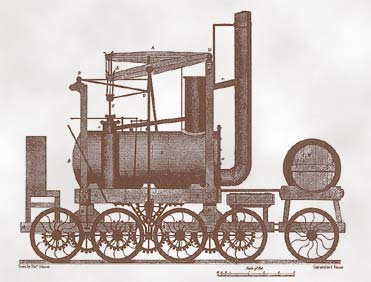
Zeichnung der Puffing Billy mit vier Treibachsen

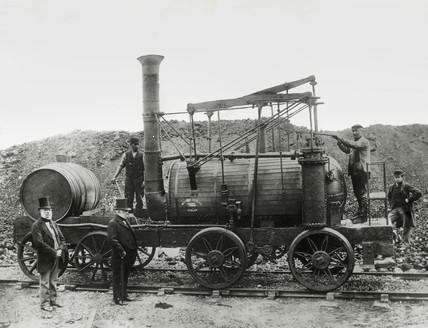
Wylam Dilly

Obwohl schon Richard Trevithick mit seiner ersten Lokomotive nachgewiesen hatte, dass die Reibung zwischen Rädern und Schienen ausreicht, um einen Zug zu ziehen, ging John Blenkinsop 1812 einen anderen Weg und baute seine Lokomotiven als Zahnradlokomotiven. Diese erwiesen sich zwar als brauchbar, jedoch waren die Zahnstangen-Schienen umständlich und relativ teuer.
Der Inhaber der Wylam Colliery, Christopher Blackett, war an Lokomotiven der Blenkinsop'schen Bauart interessiert. Er hatte erst ein paar Jahre zuvor neue Schienen verlegen lassen und die Umstellung auf Zahnradbetrieb erschien ihm zu teuer. Deshalb wandte er sich an Richard Trevithick und, als dieser ablehnte, an den Grubendirektor William Hedley, um die Möglichkeiten einer Lokomotive zu ergründen, die auf den vorhandenen Schienen fahren konnte.
Die Schienen der Grube bestanden aus L- oder U-förmigen Gusseisenprofilen, und die Räder der Fahrzeuge benötigten deshalb keine Spurkränze (siehe dazu auch Anfänge der Eisenbahnschiene). Die Spurweite lag bei fünf Fuß (nach anderen Angaben bei 5' ½").
Hedley wies durch Experimente mit einem von Handhebeln angetriebenen Versuchsfahrzeug nach, dass eine Lokomotive, die leicht genug war, um auf den Schienen des Bergwerks fahren zu können, eine wirtschaftlich sinnvolle Last ziehen konnte. Eine erste Probelokomotive, die auf dem Versuchsfahrzeug basierte, erwies sich wegen zu geringer Leistung des Kessels als Fehlschlag, aber dennoch reichte sie aus, um Blackett zu überzeugen.
So erhielt Hedley 1813 den Auftrag, eine neue Lokomotive zu bauen. Unterstützt wurde er dabei von Timothy Hackworth, dem Vorarbeiter der Schmiede der Grube, und dem Maschinenbauer Jonathan Forster. Die später Puffing Billy genannte Lokomotive erwies sich als erfolgreich, und in den nächsten beiden Jahren folgten zwei weitere, weitgehend baugleiche Lokomotiven, die die Namen Wylam Dilly und Lady Mary erhielten.
Die Lokomotiven waren in der Lage, einen etwa 50 Tonnen schweren Zug in einer Stunde über die entlang des Tyne verlaufende, fünf Meilen (acht Kilometer) lange Strecke zwischen der Grube in Wylam und dem Hafen von Lemington zu ziehen (heute ein Ortsteil von Newcastle upon Tyne), was einer Geschwindigkeit von etwa 8 km/h entspricht. Wie schnell sie ohne Belastung fahren konnten, ist nicht überliefert.
Das Betriebsgewicht der Maschinen lag bei etwa neun Tonnen; die Tender wogen etwa vier Tonnen. Obwohl die Loks für diese Strecke konstruiert worden waren, hielten die Schienen ihrem Gewicht auf Dauer nicht stand. Um die Last besser zu verteilen, erhielten die Lokomotiven deshalb nach einigen Jahren zwei weitere Achsen und wurden damit zu den ersten vierachsigen Lokomotiven. Bei der erhaltenen Puffing Billy lassen sich allerdings keine Spuren dieses Umbau nachweisen. Der Wasserbehälter ruhte auf einer fünften Achse, die gelenkig mit der eigentlichen Lokomotive verbunden war, eine Art einachsiger Tender (siehe Abbildung).
In dieser Form waren Puffing Billy und ihre Schwesterlokomotiven in Betrieb, bis auf der Strecke um 1830 „moderne“ Schienen verlegt wurden. Die Lokomotiven wurden daraufhin wieder auf zwei Achsen umgebaut und erhielten Räder mit Spurkränzen.

## Wylam Dilly als Dampfschiffantrieb
Im Jahr 1822 wurde Wylam Dilly im Rahmen eines Streiks der Flussschiffer auf eines der flachen Keelboats montiert, wodurch ein provisorischer Raddampfer entstand. Damit wurden einige Monate lang die Kohlenboote geschleppt, und die Maschine musste vom Militär vor den Streikenden geschützt werden. Anschließend wurde Wylam Dilly weiter als Lokomotive eingesetzt.

## Verbleib

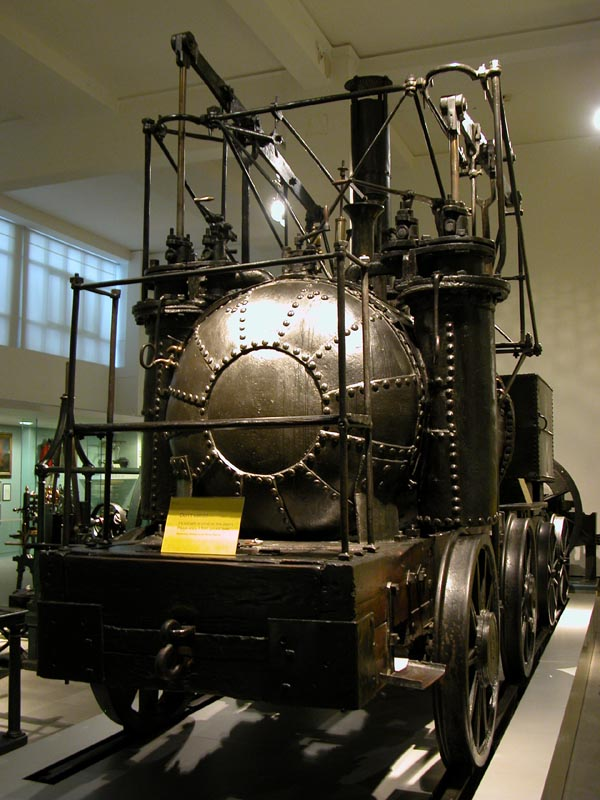
Puffing Billy im Science Museum in London

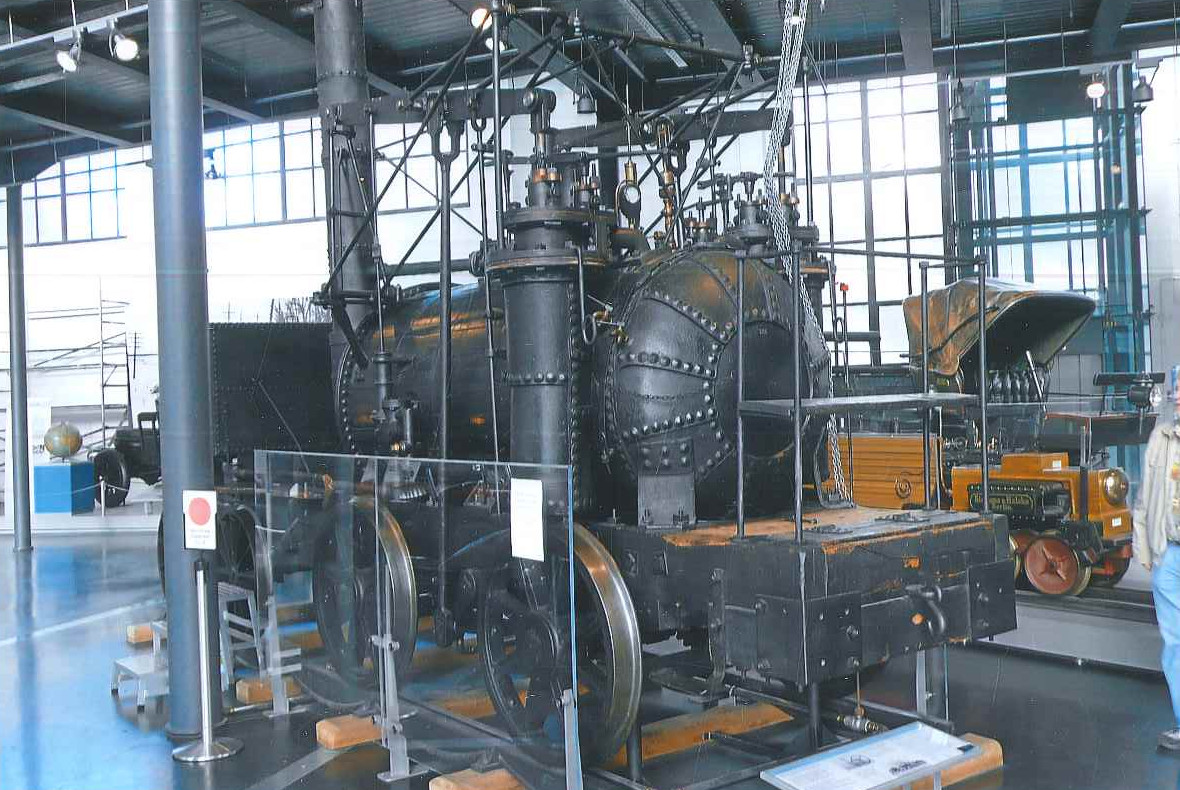
Puffing Billy im Deutschen Museum in München

Puffing Billy und Wylam Dilly blieben bis Anfang der 1860er Jahre im Einsatz; an Antrieb und Kessel wurden in dieser Zeit keine wesentlichen Veränderungen mehr vorgenommen. Puffing Billy war schon damals die älteste erhaltene Lokomotive und erregte deshalb historisches Interesse. 1862 wurde die Lok zunächst leihweise an das Museum of Patents in London übergeben, das später im Science Museum aufging. Zähe Verhandlungen über drei Jahre hinweg führten schließlich zu einem Verkauf an das Museum zum Preis von £200.
Wylam Dilly blieb noch einige Jahre in Betrieb, wurde aber kaum noch eingesetzt, da die Kohletransporte inzwischen weitgehend über die North Eastern Railway abgewickelt wurden. 1868 wurde die Grube geschlossen und die Lokomotive zum Schrottpreis in einer Auktion angeboten. Nachkommen von Hedley erstanden die Maschine, ließen sie restaurieren und übergaben sie 1882 dem Royal Museum in Edinburgh, wo sie noch heute steht.
Über den Verbleib der dritten Lokomotive, Lady Mary, liegen keine Informationen vor; sehr wahrscheinlich ist sie jedoch schon einige Jahre vor 1860 ausgemustert worden. Fotografien von dieser Lokomotive scheinen nicht zu existieren; die der anderen beiden Maschinen wurden erst anlässlich ihrer Übergabe an die Museen gemacht.

## Nachbauten
Zwei betriebsfähige Nachbauten der Puffing Billy existieren; beide entsprechen dem Zustand der Lokomotive um 1862.
Der erste entstand 1906 auf Anregung von Oskar von Miller in der Zentralwerkstätte der Bayerischen Staatseisenbahnen für das Deutsche Museum in München, wo er noch heute steht. Bei Vorführungen können Räder und Stangen der Maschine bewegt werden. Der Nachbau hatte 1934 einen Auftritt im Film Das Stahltier, der zum 100. Jahrestag der ersten deutschen Eisenbahn gedreht wurde.
Ein weiterer Nachbau wurde 2006 für das North of England Open Air Museum fertiggestellt.

## Technik

### Aufbau
Der Rahmen der Lokomotive bestand aus Holzbalken, an denen die Achsen ohne Federung befestigt waren.
Die Zylinder waren senkrecht über den hinteren Rädern angeordnet. Diese Lage wurden damals bevorzugt, weil man bei waagerechten Zylindern einen ungleichmäßigen Verschleiß der Kolben und Zylinderwände befürchtete. Die nach oben arbeitenden Kolbenstangen waren über Hebel und lange Treibstangen mit einer unterhalb des Kessels liegenden Kurbelwelle verbunden, die über Zahnräder beide Achsen antrieb. Dabei lagen zwischen Kurbelwelle und Achsen weitere Zahnräder, so dass die Drehrichtung von Kurbelwelle und Rädern gleich war.
Das kompliziert erscheinende Gestänge, das Zylinder und Treibstange miteinander verband, war so konstruiert, dass ein Ende der waagerechten Hebel stets über der Zylindermitte blieb, wodurch sich Kreuzköpfe mit Gleitschienen erübrigten. Die Speisepumpe wurde mechanisch von einem der beiden Hebel angetrieben, die die Kolbenstangen mit den Treibstangen verbanden.
Beim Umbau zu Vierachsern wurde die Anordnung der Zahnräder verändert: Kessel und Triebwerk wurden angehoben, und das Zahnrad auf der Kurbelwelle griff jetzt von oben in ein Zahnrad zwischen den beiden inneren Achsen ein. Durch den geringeren Abstand der Achsen konnten die Zwischenzahnräder entfallen.

### Kessel und Tender

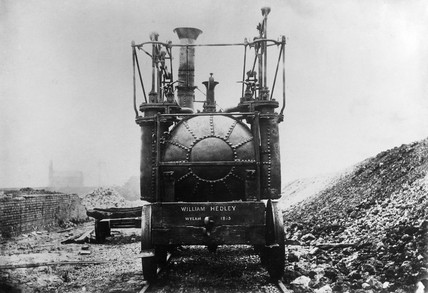
Frontansicht der Wylam Dilly

Der Kessel war für einen Druck von etwa 3,5 Bar ausgelegt und bestand aus miteinander vernieteten Platten aus Schmiedeeisen. Der Röhrenkessel war zu dieser Zeit noch nicht erfunden, und bei den Blenkinsop'schen Lokomotiven lief ein Flammrohr längs durch den Kessel, in dem sich an einem Ende die Feuerung befand, während am anderen Ende der Schornstein angesetzt war. Die geringe Heizfläche dieser Anordnung wurde etwa verdoppelt, indem das Flammrohr der Puffing Billy U-förmig angeordnet wurde (eine Anordnung, die schon Trevithick bei seinen Lokomotiven verwendet hatte). Die Feuertür lag deshalb außermittig neben dem ebenfalls zur Seite versetzten Schornstein, während sich in der gegenüberliegenden Kesselseite keine Öffnungen befanden und diese deshalb eine gewölbte Form erhalten konnte.
Diese Besonderheit des Kessels brachte es mit sich, dass der Tender vor der Lokomotive lief. Der Lokführer stand auf einer Plattform am hinteren Ende der Lokomotive, während der Heizer seinen Platz auf dem Tender hatte. Die Lokomotive wurde in beide Richtungen eingesetzt, also mit gezogenem oder geschobenem Tender.

### Zylinder und Steuerung
Puffing Billy war die erste Lokomotive, bei der die Zylinder außerhalb des Kessels lagen. Trevithick, Blenkinsop und noch 1825 Stephenson hatten die für die Wartung umständliche Anordnung innerhalb des Kessels bevorzugt, um eine Abkühlung und damit eine Kondensation des Dampfs innerhalb der Zylinder zu verhindern. Bei der Puffing Billy waren die Zylinder aus diesem Grund mit einem Mantel umgeben, der mit dem Kesselinneren verbunden war, so dass heißes Wasser die Zylinder umströmen konnte.
Die Steuerung wurde über zwei parallel zu den Kolbenstangen an den Schwinghebeln angeordnete Stangen angetrieben, die über zwei Anschläge gegen Ende des jeweiligen Zylinderhubs Wipphebel betätigten, welche die Dampfrichtung umkehrten. Zum Anfahren oder Ändern der Fahrtrichtung konnten diese Hebel auch von Hand verstellt werden. Eine Nutzung der Dampfexpansion wie bei späteren, auf Exzentern basierenden Steuerungsbauarten, war damit nicht möglich.

### Technische Daten
Die Angaben in der Tabelle gelten für die Puffing Billy im Ausmusterungszustand. Es ist davon auszugehen, dass sich diese Daten im Laufe der Zeit verändert haben und dass auch die drei Lokomotiven sich in Details voneinander unterschieden haben, da es einen echten Serienbau um 1815 noch nicht gegeben hat. Auf den Bildern ist z. B. zu erkennen, dass der Kessel der Wylam Dilly etwas länger ist als der der Puffing Billy, wobei unklar ist, ob dieser Unterschied von Anfang an bestanden hat oder erst im Rahmen eines späteren Umbaus entstanden ist.

## Namensgebung
Puffing Billy war wahrscheinlich nicht der „offizielle“ Name der Lokomotive, sondern ein Spitzname. Es ist überliefert, dass William Hedley an Asthma litt, und einer Anekdote zufolge entstand der Name der Lok, auf Deutsch etwa Schnaufender Wilhelm, als Anspielung auf die Krankheit des Konstrukteurs.
Unklar ist auch, wann die anderen beiden Lokomotiven ihre Namen erhalten haben. Mit „Dilly“ bezeichnete die Bevölkerung ursprünglich die Strecke, auf der die Lokomotiven verkehrten.